# Nakit (sura)
Nakit (arabsko Az-Zukhruf) je 43. sura (poglavje) v Koranu, ki jo sestavlja 89 ajatov (verzov). Je meška sura.
Med opravljanjem molitve (salata oz. namaza) pri tej suri verniki opravijo 7 ruku'jev (priklonov).